# Pablo Hakimian
Pablo León Hakimian (ur. 11 listopada 1953 w Kairze, zm. 6 listopada 2024 w Buenos Aires) – duchowny ormiańskokatolicki, biskup Buenos Aires oraz egzarcha apostolski Ameryki Łacińskiej i Meksyku w latach 2018–2024. 

## Życiorys

### Prezbiterat
Święcenia kapłańskie przyjął 14 sierpnia 1981 i został inkardynowany do eparchii Buenos Aires. Pracował w kilku stołecznych parafiach. W latach 2002–2003 był administratorem eparchii aleksandryjskiej.

### Episkopat
4 lipca 2018 roku został mianowany przez papieża Franciszka eparchą diecezji Buenos Aires oraz egzarchą apostolskim Ameryki Łacińskiej i Meksyku. Sakrę otrzymał 29 września 2018 z rąk Krikora Bedrosa XX Ghabroyana.
Zmarł 6 listopada 2024 w Buenos Aires.